# Вжоскі (Мазовецьке воєводство)
Вжоскі (пол. Wrzoski) — село в Польщі, у гміні Медзна Венґровського повіту Мазовецького воєводства.
Населення — 144 особи (2011).
У 1975-1998 роках село належало до Седлецького воєводства.

## Демографія
Демографічна структура станом на 31 березня 2011 року:
|          | Загалом | Допрацездатний вік | Працездатний вік | Постпрацездатний вік |
| -------- | ------- | ------------------ | ---------------- | -------------------- |
| Чоловіки | 73      | 16                 | 41               | 16                   |
| Жінки    | 71      | 18                 | 30               | 23                   |
| Разом    | 144     | 34                 | 71               | 39                   |